# Táo Adam
Táo Adam (thuật ngữ chuyên ngành: lồi thanh quản - tiếng Latinh: prominentia laryngea, tiếng Anh: laryngeal prominence) là một đặc điểm trên cổ của con người, tức phần lồi được tạo nên bởi góc hợp thành giữa hai mảnh của sụn tuyến giáp bao quanh thanh quản. Một số tên gọi khác của lồi thanh quản là trái táo cổ, cục hầu.
Sụn tuyến giáp là sụn lớn nhất trong chín sụn tạo nên khung thanh quản. Sụn này gồm hai mảnh nối nhau ở phần phía trước tạo thành một chỗ lồi dưới da cổ có tên gọi là lồi thanh quản, tức táo Adam. Phần lồi này nổi rõ trên cổ nam giới trưởng thành, thường thì có thể nhìn thấy rõ và sờ thấy được. Ở nữ giới, phần lồi này khó nhìn thấy hơn do số đo góc tạo thành bởi hai mảnh sụn khác với nam: ở nữ là 120°, còn ở nam là gần 90°.

## Cụm từ "táo Adam"

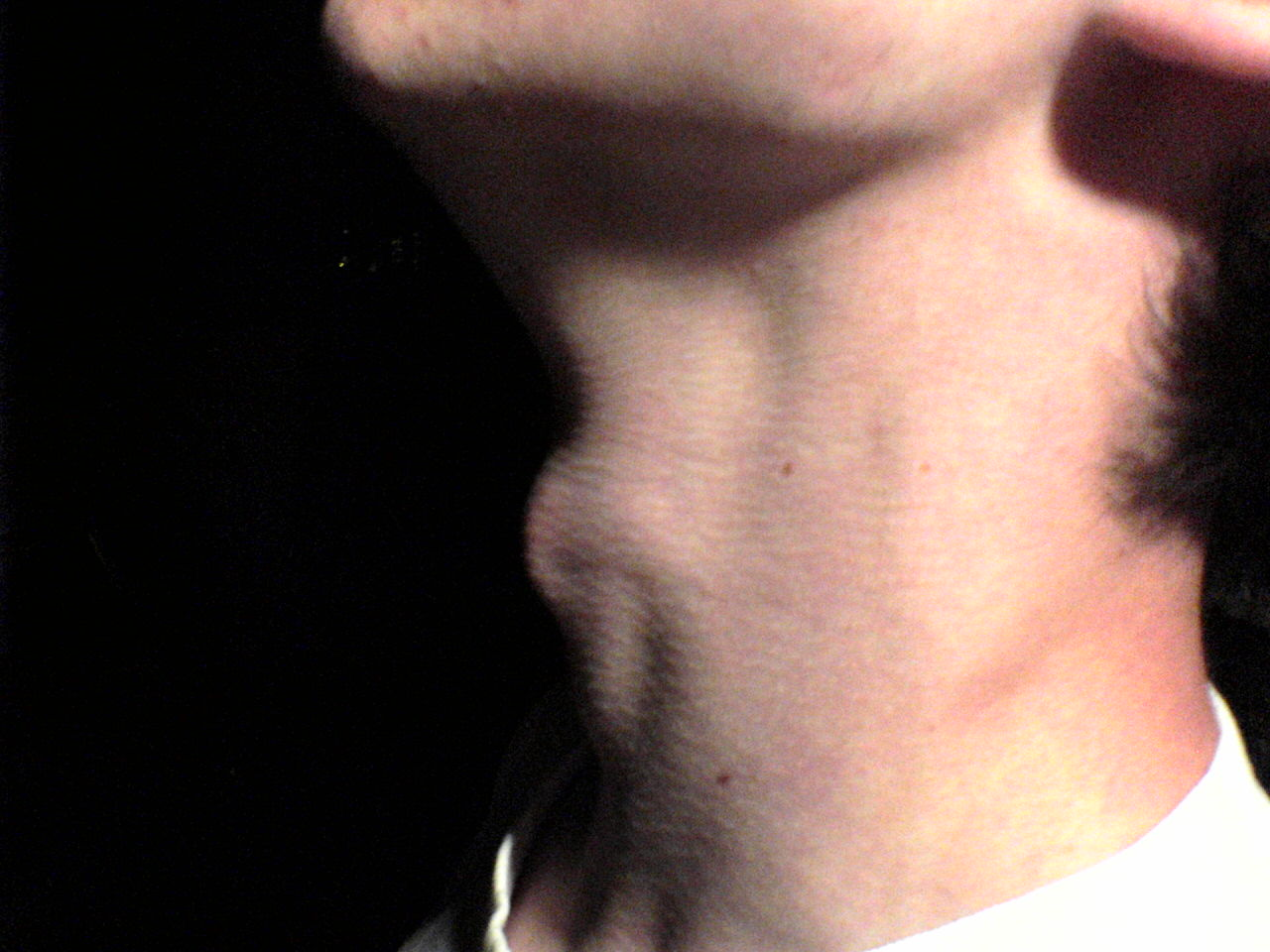
Lồi thanh quản của một người

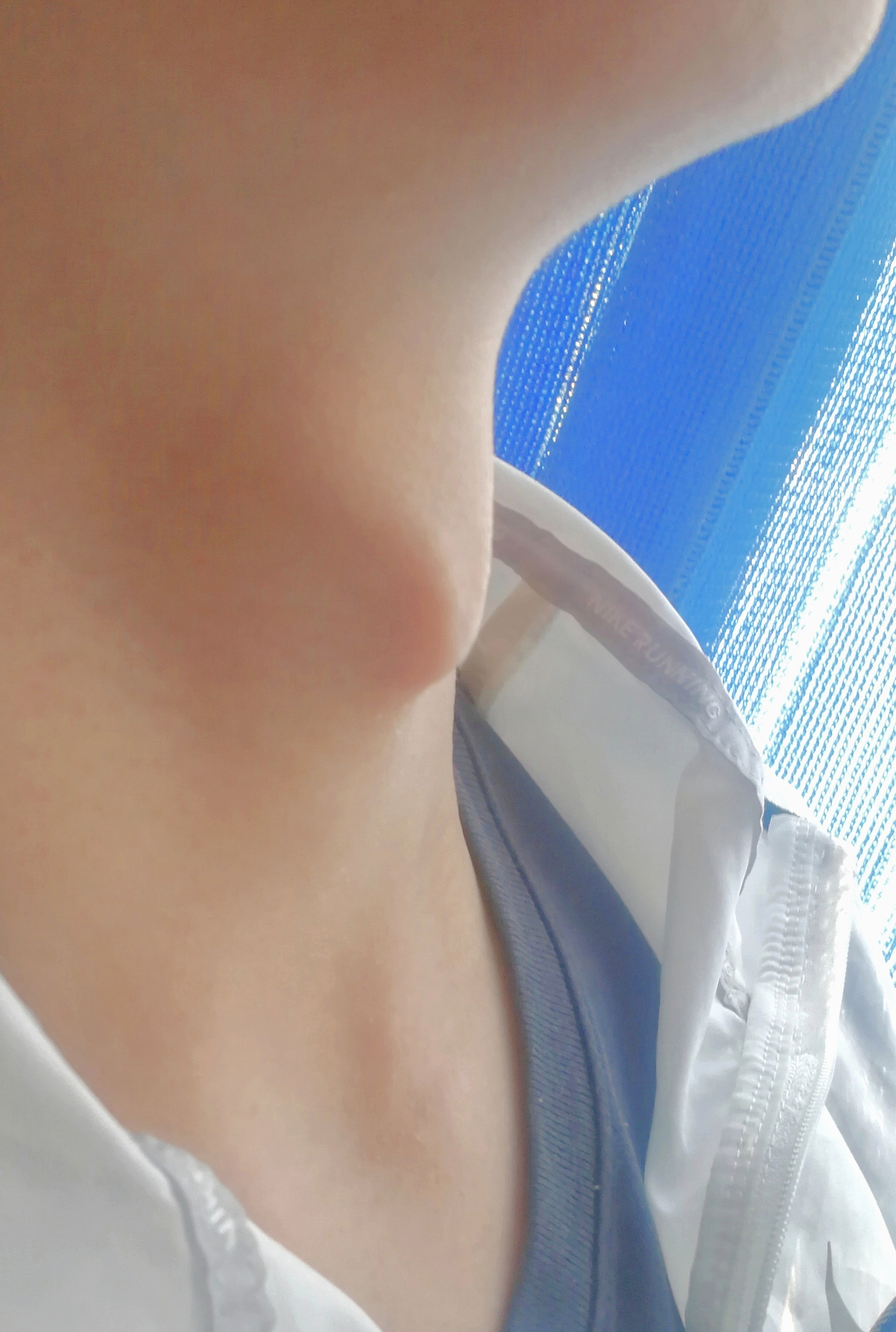
Lồi thanh quản của một người

Có hai giả thuyết lý giải nguồn gốc của tên gọi "táo Adam". Brewer's Dictionary of Phrase and Fable và Từ điển Webster ấn bản 1913 giải thích dựa theo đức tin cổ xưa, theo đó "táo Adam" là một mẩu trái cấm bám trong cổ của ông Adam - người được các tôn giáo khởi nguồn từ Abraham xem là người đàn ông đầu tiên được Chúa trời tạo ra. Tuy nhiên, điều này không được Kinh Thánh lẫn các sách Do Thái-Kitô giáo đề cập đến. Câu chuyện trong kinh thánh không chỉ rõ loại quả mà Adam đã ăn là quả gì.
Nhà ngôn ngữ học Alexander Gode cho rằng ngay từ ban đầu, cụm từ tiếng Latinh nhằm chỉ lồi thanh quản gần như chắc chắn đã bị dịch sai. Cụm từ tiếng Latinh là "pomum Adami" (tạm dịch: "quả táo của Adam"), bắt nguồn từ tiếng Hebrew "tappuach ha adam" (tạm dịch: "cái bướu của đàn ông"). Sự lẫn lộn nằm ở chỗ, tên riêng "Adam" (אדם) trong tiếng Hebrew có nghĩa là "đàn ông", trong khi từ để chỉ "cái bướu" trong tiếng Hebrew lại rất giống với từ để chỉ "quả táo". Những người đề xướng giả thuyết này cho rằng ngay từ đầu cụm từ trong tiếng Latinh và các ngôn ngữ Rôman khác đã phạm lỗi dịch thuật.
Thuật ngữ y khoa tiếng Latinh "prominentia laryngea" xuất hiện lần đầu trong quyển Basle Nomina Anatomica xuất bản năm 1895.

## Đặc trưng giới tính
Mặc dù cả nam giới lẫn nữ giới đều có táo Adam nhưng đây lại được xem là đặc trưng giới tính của nam. Đến tuổi dậy thì, thanh quản của nam tăng kích thước đáng kể hơn so với nữ, xuất phát từ sự gia tăng kích cỡ của sụn tuyến giáp. Người ta xem sự phát triển của táo Adam là đặc trưng giới tính thứ cấp của nam giới và là kết quả của hoạt động nội tiết tố. Mức độ phát triển ở mỗi người lại mỗi khác; táo Adam có thể lớn lên rất đột ngột và nhanh chóng.

## Chức năng giải phẫu

Thanh quản và sụn tuyến giáp (số 4), nhìn từ phía trước.

Táo Adam cùng sụn giáp có tác dụng hỗ trợ bảo vệ thành và phần phía trước của thanh quản, gồm cả các dây thanh âm. Ngoài ra, lồi thanh quản còn làm trầm giọng nói.